# Borja Valero
Borja Valero Iglesias (Madrid, 1985. január 12. –) spanyol labdarúgó.

## Pályafutása

### Real Madrid
Valero a spanyolországi Madridban született és a Real Madrid akadémiáján tanulta meg a labdarúgás alapjait. Első alkalommal a harmadosztályban szereplő tartalékcsapatnál kapott lehetőséget.
Az első csapatban csupán 2 alkalommal lépett pályára. Elsőként 2006. október 25-én az Écija ellen a spanyol kupában és egyszer a Bajnokok Ligája csoportkörében az ukrán Dinamo Kijiv ellen.

### Mallorca
2007 augusztusában 5 éves szerződést írt alá a Mallorca csapatához. Első La Liga gólját 2008. május 9-én szerezte meg a Recreativo elleni 7–1-es hazai győzelem során, majd egy hónappal később előző klubja ellen is betalált, amivel döntetlenre hozta a mérkőzést.
A szezonban 17 alkalommal volt a kezdőcsapat tagja és összesen 1892 percet játszott.
2008 augusztusában a gárda elnöke bejelentette, hogy visszautasították az angol West Bromwich Albion ajánlatát Valeróért, de egy héttel később a játékos eligazolt a Premier League-be frissen feljutott együttesbe, amely 7 millió eurót fizetett érte. 4 évre kötelezte el magát, opcióval hosszabbításra.

### West Bromwich Albion
Négy nappal később mutatkozott be egy 1–3-as vereséggel záródó ligakupa-találkozón a Hartlepool United ellen.
Miután egy idényt követően a klub kiesett a másodosztályba, Valero egy nyilatkozatban elmondta, hogy kitart a csapat mellett. A 2009–10-es kiírásra azonban kölcsönadták előző állomáshelyére, a Mallorcához.
Szeptember 13-án tért vissza, ahol rögtön eredményes volt egy Villarreal elleni 1–1-es döntetlen alkalmával. Októberben az utolsó percben talált be, döntetlenre mentve az Atlético Madrid elleni meccset. Szereplésével és góljaival segítette hozzá az alakulatot az év végi 5. helyhez, amivel kvalifikálták magukat az Európa-ligába, ő maga pedig kiérdemelte a spanyol bajnokság legjobb játékosának járó díjat.
A kiírás végén visszatért Valero visszatért a West Bromhoz, miután a Mallorca bejelentette, hogy nem engedhetik meg maguknak a visszaigazolását.

### Villarreal
2010–11-re a sportlapok arról számoltak be, hogy a Villarreal megvenné Valerót és 5 évre szóló kontraktust ajánlanának neki, de végül a két klub egyszezonos kölcsönadásban állapodott meg, kötelező vásárlási opcióval. 2010. szeptember 12-én debütált egy 4–0-s Espanyol elleni bajnokin. Az egész évadban kiegyensúlyozottan és jól játszott, amivel segítette a Villarrealt a tabella 4. pozíciójához, amivel Bajnokok Ligája indulást értek el.
2011. július 1-jén végleg megszerezték a játékjogát, azonban a kivásárlási összeget nem hozták nyilvánosságra. A 2011–12-es szezonban nagy meglepetésre a csapat kiesett az élvonalból, ami hozzájárult ahhoz, hogy pénz reményében Borja Valerót is átigazolási listára tették.

### Fiorentina
2012. augusztus 1-jén az olasz Fiorentina és a Villarreal megállapodott az eladásáról, három nappal később pedig hivatalosan is közzétették az átigazolást. Első szezonjában rögtön komoly benyomást tett a szurkolókra, ugyanis 37 Serie A-fellépésen kiosztott 11 gólpasszt is.
A 2013–14-es szezonban, szeptember 15-én betalált a Cagliari kapujába, amely találkozó 1–1-es eredményt hozott. November 2-án ismét egy találattal vette ki a részét az AC Milan 2–0-s legyőzésében. A Goal.com szakportál beválasztotta a Serie A év csapatába.
2014. július 15-én 2019-ig meghosszabbította szerződését.

### Internazionale
2017. július 10-én 3 évre csatlakozott az Internazionale csapatához. Október 30-án megszerezte új klubjában az első gólját a Hellas Verona elleni 2–1-es meccsen.
A 2019–20-as Serie A-kiírásban kétszer volt eredményes, így segítve az Intert a 2. helyhez.

### Visszatérés a Fiorentinához
2020. szeptember 16-án, 35 évesen visszatért a Fiorentinához. A szezonban húsz tétmérkőzésen lépett pályára gólt nem szerzett. 2021. június 30-án bejelentette visszavonulását.

### A válogatottban
Többszörös spanyol korosztályos válogatott. Szerepelt az U17, az U18-as és az U19-es együttesekben is.
2011. június 4-én mutatkozott be a spanyol felnőtt válogatottban az Egyesült Államok elleni barátságos meccsen. Csereként váltotta David Silvát és Fernando Torresnek gólpasszt adott. Azóta nem kapott meghívót nemzeti csapatba.

## Statisztikái

### Klubcsapatokban
2020. július 28-án frissítve.
| Klub                  | Szezon           | Liga             | Liga  | Liga | Kupa  | Kupa | Európa | Európa | Összesen | Összesen |
| Klub                  | Szezon           | Bajnokság        | Mérk. | Gól  | Mérk. | Gól  | Mérk.  | Gól    | Mérk.    | Gól      |
| --------------------- | ---------------- | ---------------- | ----- | ---- | ----- | ---- | ------ | ------ | -------- | -------- |
| Real Madrid B         | 2005–06          | Segunda División | 39    | 2    | —     | —    | —      | —      | 39       | 2        |
| Real Madrid B         | 2006–07          | Segunda División | 37    | 2    | —     | —    | —      | —      | 37       | 2        |
| Real Madrid B         | Összesen         | Összesen         | 76    | 4    | —     | —    | —      | —      | 76       | 4        |
| Real Madrid           | 2006–07          | La Liga          | 0     | 0    | 1     | 0    | 1      | 0      | 2        | 0        |
| Real Madrid           | Összesen         | Összesen         | 0     | 0    | 1     | 0    | 1      | 0      | 2        | 0        |
| Mallorca              | 2007–08          | La Liga          | 34    | 4    | 6     | 0    | —      | —      | 40       | 4        |
| Mallorca              | Összesen         | Összesen         | 34    | 4    | 6     | 0    | —      | —      | 40       | 4        |
| West Bromwich Albion  | 2008–09          | Premier League   | 30    | 0    | 4     | 0    | —      | —      | 34       | 0        |
| West Bromwich Albion  | 2009–10          | Championship     | 1     | 0    | 1     | 0    | —      | —      | 2        | 0        |
| West Bromwich Albion  | Összesen         | Összesen         | 31    | 0    | 5     | 0    | —      | —      | 36       | 0        |
| Mallorca (kölcsönben) | 2009–10          | La Liga          | 33    | 5    | 5     | 0    | —      | —      | 38       | 5        |
| Mallorca (kölcsönben) | Összesen         | Összesen         | 33    | 5    | 5     | 0    | —      | —      | 38       | 5        |
| Villarreal            | 2010–11          | La Liga          | 35    | 3    | 5     | 0    | 13     | 2      | 53       | 5        |
| Villarreal            | 2011–12          | La Liga          | 36    | 5    | 2     | 1    | 6      | 0      | 44       | 6        |
| Villarreal            | Összesen         | Összesen         | 71    | 8    | 7     | 1    | 19     | 2      | 97       | 11       |
| Fiorentina            | 2012–13          | Serie A          | 37    | 1    | 4     | 1    | —      | —      | 41       | 2        |
| Fiorentina            | 2013–14          | Serie A          | 32    | 6    | 4     | 0    | 11     | 1      | 47       | 7        |
| Fiorentina            | 2014–15          | Serie A          | 28    | 2    | 3     | 0    | 11     | 0      | 42       | 2        |
| Fiorentina            | 2015–16          | Serie A          | 37    | 4    | 0     | 0    | 5      | 0      | 42       | 4        |
| Fiorentina            | 2016–17          | Serie A          | 31    | 1    | 2     | 0    | 6      | 1      | 39       | 2        |
| Fiorentina            | Összesen         | Összesen         | 165   | 14   | 13    | 1    | 33     | 2      | 211      | 17       |
| Internazionale        | 2017–18          | Serie A          | 36    | 2    | 1     | 0    | —      | —      | 37       | 2        |
| Internazionale        | 2018–19          | Serie A          | 27    | 0    | 1     | 0    | 10     | 0      | 39       | 0        |
| Internazionale        | 2019–20          | Serie A          | 19    | 2    | 1     | 1    | 5      | 0      | 25       | 3        |
| Internazionale        | Összesen         | Összesen         | 82    | 4    | 3     | 1    | 15     | 0      | 100      | 5        |
| Fiorentina            | 2020–21          | Serie A          | 0     | 0    | 0     | 0    | —      | —      | 0        | 0        |
| Fiorentina            | Összesen         | Összesen         | 0     | 0    | 0     | 0    | —      | —      | 0        | 0        |
| Karrier összesen      | Karrier összesen | Karrier összesen | 491   | 39   | 40    | 3    | 68     | 4      | 599      | 46       |

### A válogatottban
2011. június 4-én frissítve.
| Nemzet        | Év       | Mérkőzés | Gól |
| ------------- | -------- | -------- | --- |
| Spanyolország |          |          |     |
| 2011          | 1        | 0        |     |
| Összesen      | Összesen | 1        | 0   |

## Sikerei, díjai

### Klubcsapatokban
Fiorentina
- Olasz kupa döntős: 2013–14

Internazionale
- Európa-liga döntős: 2019–20[33]

### A válogatottban
Spanyolország U19
- U19-es Európa-bajnokság: 2004[34]

### Egyéni
- Az év spanyol labdarúgója: 2010[35]
- Serie A – Az év csapata: 2012–13[36]
- Európa-liga – Az év csapata: 2013–14, 2014–15[37]